# 49e cérémonie des Golden Horse Film Festival and Awards
La 49e cérémonie des Golden Horse Film Festival and Awards s'est déroulée le 24 novembre 2012 au mémorial de Sun Yat-Sen à Taipei, Taïwan. Organisés par le Taipei Golden Horse Film Festival Executive Committee, ces prix récompensent les meilleurs films en langue chinoise de 2011 et 2012.

## Palmarès

### Meilleur film
- Beijing Blues de Gao Qunshu
  - Mystery de Lou Ye
  - La Vie sans principe de Johnnie To
  - Girlfriend, Boyfriend de Yang Ya-che
  - Le Mystère des balles fantômes de Law Chi-leung

### Meilleur réalisateur
- Johnnie To pour La Vie sans principe

### Meilleur acteur
- Lau Ching-wan pour La Vie sans principe

### Meilleure actrice
- Kwai Lun-mei pour Girlfriend, Boyfriend